# California Molefe
California Molefe (Botsuana, 12 de marzo de 1980) es un atleta botsuano especializado en la prueba de 400 m, en la que consiguió ser subcampeón mundial en pista cubierta en 2006.

## Carrera deportiva
En el Campeonato Mundial de Atletismo en Pista Cubierta de 2006 ganó la medalla de plata en los 400 metros, llegando a meta en un tiempo de 45.75 segundos, tras el granadino Alleyne Francique y por delante del bahameño Chris Brown (bronce con 47.78 segundos que fue récord nacional de Bahamas).